# Les Cannibales (film, 1970)
Pour les articles homonymes, voir Les Cannibales.
Pour plus de détails, voir Fiche technique et Distribution.
Les Cannibales (I cannibali) est un film italien réalisé par Liliana Cavani et sorti en 1970.
Il a été présenté à la Quinzaine des réalisateurs au Festival de Cannes 1970.

## Synopsis
Dans la ville de Thèbes tombée aux mains d'un tyran, un jeune couple brave le pouvoir en contournant la loi qui interdit d'enterrer les opposants tués par la police.

## Fiche technique
- Titre original : I cannibali
- Réalisation : Liliana Cavani
- Scénario : Italo Moscati, Liliana Cavani
- Photographie : Giulio Albonico
- Musique : Ennio Morricone
- Montage : Nino Baragli
- Durée : 88 minutes
- Dates de sortie: 
  - Italie : 30 avril 1970
  - France: mai 1970 (Festival de Cannes)
  - France : 12 avril 1972

## Distribution
- Britt Ekland: Antigone
- Pierre Clémenti: Tiresia
- Tomas Milian: Emone
- Delia Boccardo: Ismene
- Marino Masè : fiancé d'Ismene
- Francesco Leonetti: le premier ministre

## Distinctions
Le film a été présenté à la Quinzaine des réalisateurs, en sélection parallèle du festival de Cannes 1970.

## Autour du film
Le film est inspiré de la tragédie Antigone de Sophocle. 